# NGC 2858
NGC 2858 је лентикуларна галаксија у сазвежђу Хидра која се налази на NGC листи објеката дубоког неба.
Деклинација објекта је + 3° 9' 27" а ректасцензија 9h 22m 54,9s. Привидна величина (магнитуда) објекта NGC 2858 износи 12,6 а фотографска магнитуда 13,5. NGC 2858 је још познат и под ознакама UGC 4989, MCG 1-24-17, CGCG 34-40, NPM1G +03.0212, PGC 26556.